# Nổ súng tại tòa nhà Quốc hội Canada 2014
Một vụ xả súng xảy ra ngày 22 tháng 10 năm 2014 ở Ottawa, Ontario, Canada, khi Michael Zehaf-Bibeau bắn chết Hạ sĩ Nathan Cirillo, một lính Canada đang thực hiện nhiệm vụ nghi thức tại Đài tưởng niệm chiến tranh quốc gia Canada. Sau đó hắn tấn công Toà trung tâm của Toà nhà Quốc hội Canada ở gần đó, nơi các thành viên Quốc hội Canada đang có phiên họp kín. Zehaf-Bibeau bị giết trong toà nhà trong một cuộc đấu súng với nhân viên an ninh Quốc hội. Sau vụ xả súng, khu vực trung tâm Ottawa đã bị phong toả và khóaa chặt để cảnh sát truy lùng các mối đe doạ tiềm ẩn có thể còn sót lại.
Vụ tấn công xảy rachỉ hai ngày sau một vụ tấn công nhân viên quân sự khác ở Saint-Jean-sur-Richelieu, Quebec, trong đó cũng có một lính Canada thiệt mạng. Thủ tướng Canada Stephen Harper tuyên bố cả hai vụ tấn công này là một "lời cảnh báo nghiêm khắc rằng Canada không miễn nhiễm với các vụ khủng bố như chúng ta thấy xảy ra trên thế giới." Hai vụ tấn công này xảy ra trong cùng một tháng sau khi Quốc hội Canada bỏ phiếu tán thành việc Canada tham gia liên minh tiến đánh Nhà nước Hồi giáo Iraq và Levant (ISIL).
Zehaf-Bibeau là người Canada gốc Libya, chuyển đạo sang Hồi giáo vào năm 2004 và tới Libya năm 2007. Hắn có tiền sử thường xuyên gây rối và nghiện ma tuý, bị cấm tới nhà thờ Hồi giáo ở British Columbia vì hành vi của mình, và đang sinh sống tại một địa điểm cư trú cho người vô gia cư. Zehaf-Bibeau muốn rời Canada sang Trung Đông, nhưng không được cấp hộ chiếu và đang bị điều tra. Cảnh sát Hoàng gia Canada (RCMP) phát hiện một đoạn video được quay trước vụ tấn công trong đó Zehaf-Bibeau tuyên bố động cơ của mình. Theo cơ quan RCMP: "Chúng đang được chú ý theo chính sách nước ngoài của Canada và tín ngưỡng của mình." Video trên chưa được công bố đại chúng bởi RCMP đang điều tra nội dung của nó. Theo quan điểm của mẹ thủ phạm, vụ tấn công là "hành động tuyệt vọng cuối cùng" của một con người đầu óc không bình thường và cảm thấy bị tù túng. Bằng cách nào Zehaf-Bibeau, vốn đang bị cấm sở hữu hay mua vũ khí cầm tay, có được vũ khí vẫn đang là bí ẩn chưa được giải đáp. Việc điều tra vụ tấn công vẫn đang được tiến hành.
Vụ tấn công là sự cố an ninh nghiêm trọng nhất ở Toà nhà Quốc hội Canada trong vụ đánh bom năm 1966. Vụ việc thu hút sự quan tâm của quốc tế và gây ra những lo ngại về sự vào cuộc điều tra khủng bố của lực lượng cảnh sát, đòi hỏi cảnh sát cần được cấp thêm quyền hành và tăng cường giám sát công dân cũng như đề ra luật pháp cứng rắn hơn ở cấp liên bang và địa phương. Sau vụ việc, chính phủ Canada cho biết họ sẽ 'thắt chặt' hơn luật chống khủng bố.